# SpaceShip III
SpaceShip III – trzecia generacja samolotu kosmicznego należącego do Virgin Galactic. Pierwszy egzemplarz nosi nazwę VSS Imagine, a w przygotowaniu jest następny, VSS Inspire. SpaceShip III został zaprezentowany 30 marca 2021 roku. Według planów firmy, pierwszy egzemplarz ma rozpocząć loty szybowcowe latem 2021 ze Spaceport America w Nowym Meksyku. SpaceShip III ma zapoczątkować budowę floty samolotów kosmicznych należących do Virgin Galactic.

## Nazewnictwo
SpaceShip III różni się nazewnictwem od poprzednich generacji (SpaceShipOne, SpaceShipTwo). Zamiast słownie zapisanej cyfry (one, two) zastosowano rzymską trójkę (III).

## Design

### VSS Imagine
Ten egzemplarz SpaceShip III jest pokryty srebrną, lustrzaną powłoką, która ma przykuwać wzrok, chronić pojazd przed ciepłem i odbijać otoczenie. Różni się pod tym względem od poprzednich generacji samolotów kosmicznych Virgin Galactic, które były białe.